# NextiraOne Deutschland
Die NextiraOne Deutschland GmbH war ein deutsches IT-Kommunikationsunternehmen mit Hauptsitz in Teltow und Teil des in den Niederlanden ansässigen Konzerns NextiraOne Europe B.V.

## Geschichte
Seine Wurzeln hat das Unternehmen in einer Service-Organisation des französischen Telekommunikationsunternehmens Alcatel, die im Jahr 2000 als Alcatel e-Business Distribution GmbH als eigene rechtliche Einheit aufgestellt wurde. Dieses Unternehmen mit rund 1500 Mitarbeitern – als Teil des rund 6.500 Mitarbeitern starken europäischen Alcatel-Servicegeschäfts – wurde 2002 von dem US-amerikanischen Private-Equity-Unternehmen Platinum Equity für einen ungenannten Preis übernommen. Später im Jahr firmierte die Gesellschaft in NextiraOne Deutschland um.
Innerhalb der europäischen NextiraOne-Gruppe sei der deutsche Markt das „wichtigste Standbein in Europa neben Frankreich“, so das Unternehmen in einer Selbstdarstellung im Jahr 2006. Zu dieser Zeit befand sich der Firmensitz in Weilimdorf, einem Stadtbezirk im Nordwesten Stuttgarts, und laut Computerwoche waren an 32 Standorten 1200 Mitarbeiter tätig. Laut 2008 im Bundesanzeiger veröffentlichten Angaben waren im Geschäftsjahr 2006 zu Beginn 1022 Personen beschäftigt. Durch „Fluktuation, Restrukturierung aus Vorjahren und Reduktion der Azubis um 19 Mitarbeiter“ habe sich die Zahl zum Jahresende auf „nunmehr 1003 Beschäftigte reduziert“. Die Umsatzerlöse lagen mit 212,9 Mio. Euro geringfügig über dem 2005 erwirtschafteten Umsatz in Höhe von 216,1 Mio. Euro. Anfang 2011 erfolgte der Umzug der Firmenzentrale nach Teltow im brandenburgischen Landkreis Potsdam-Mittelmark.
Im April 2012 teilte das Unternehmen in einer Presseerklärung mit, dass es aufgrund der Organisationsstrukturen und Personalkosten aus der Zeit als Vertriebsniederlassung von Alcatel in keinem der zehn Jahre als rechtlich eigenständige Gesellschaft ein positives Betriebsergebnis erwirtschaften konnte. Da die europäische Muttergesellschaft NextiraOne Europe B.V. entschieden habe, das Deutschlandgeschäft nicht mehr durch Überschüsse der europäischen Schwestergesellschaften zu stützen, drohe die Zahlungsunfähigkeit. Vor diesem Hintergrund beabsichtige die Geschäftsführung eine Restrukturierung im sogenannten Schutzschirmverfahren. Gut drei Monate später im Juli 2012 stimmte die Gläubigerversammlung der NextiraOne Deutschland GmbH dem Sanierungsplan zu, so dass sich die eingeleitete Planinsolvenz abschließen ließ.
Im ersten Quartal 2014 wurde bekannt, dass NextiraOne Europe das Geschäft in 13 europäischen Ländern, darunter Deutschland, an die NTT-Tochter Dimension Data veräußert. Im Zuge dessen wurde auch die Umbenennung in Dimension Data mitgeteilt, die letztlich in voller Firmierung Dimension Data Communications Deutschland GmbH lautete. Im Rumpfgeschäftsjahr vom 1. Januar bis 30. September 2014 erwirtschaftete das Unternehmen einen Umsatz in Höhe von 116,4 Mio. Euro. Im Kalenderjahr 2013 betrug der Umsatz 163,2 Mio. Euro.
Im Sommer 2016 wurde die Gesellschaft auf die Dimension Data Germany mit Sitz in Bad Homburg v. d. Höhe verschmolzen.

## Geschäftszweck
In einer Selbstdarstellung im Jahr 2006 bezeichnete sich das Unternehmen als „herstellerunabhängiger Lösungs- und Serviceanbieter sowie Integrator von Kommunikationssystemen für Unternehmenskunden“. Das Produktportfolio umfasste u. a. Sprach-Daten-Netze sowie „konvergente Lösungen für die Unternehmenskommunikation“. Gut fünf Jahre später im Januar 2011 beschrieb sich das Unternehmen in einer Pressemitteilung als „herstellerunabhängiger Integrator für Kommunikationslösungen und -services“.